# Tetratlen
Tetratlen, oksozon – alotropowa odmiana tlenu złożona z czterech atomów.
W warunkach normalnych tlen występuje w dwóch odmianach alotropowych: pierwsza jest występującym w atmosferze gazem o wzorze O2, który stosunkowo łatwo łączy się z wieloma pierwiastkami tworząc tlenki. Drugą jego postacią jest ozon – występująca w ozonosferze trójatomowa cząsteczka O3. 
| Hipotetyczne struktury cząsteczki O 4 |               |
|                                       |               |
| struktura D2d                         | struktura D3h |

Już w latach 20. XX wieku przewidywano istnienie kolejnej, czteroatomowej odmiany tlenu – O
4. Obliczenia teoretyczne przewidywały istnienie cząsteczek O
4 o dwóch różnych kształtach: zbliżonego do kwadratu, o grupie punktowej D2d, oraz formy z trzema atomami tlenu otaczającymi atom centralny (OO
3), w płaskiej formie trygonalnej o grupie punktowej D3h. Za pomocą spektrometrii mas z neutralizacją–rejonizacją znaleziono dowód na istnienie trygonalnego O
4 w fazie gazowej o czasie życia przekraczającym 1 μs, którego dysocjacja wymaga pokonania bariery rzędu 42 kJ/mol. W 2006 roku badania krystalografii rentgenowskiej wykazały, że w rzeczywistości stabilną odmianą jest oktatlen (O
8).
Obliczenia oparte na rozszerzonym modelu geminalnym wykazały, że w metastabilnej cząsteczce O
4 długość wiązania równowagi (średnia odległość między dwoma związanymi atomami, powiązana z najniższym poziomem energii na wykresie energii wiązania) wynosi 1,330 Å. Energia tej cząsteczki jest o 9,81 kJ/mol wyższa od energii wydzielonego ozonu i tlenu w stanie 1D. Istnieje również bariera energetyczna o wartości 127,28 kJ/mol, oddzielająca tetratlen od ozonu i tlenu (1D).